# Molí de la Febró
Molí de la Febró és una obra de la Febró (Baix Camp) inclosa a l'Inventari del Patrimoni Arquitectònic de Catalunya.

## Descripció
La teulada de l'edifici està enfronsada i d'entre les runes si pot veure el mecanisme de les moles i una arcada ogival que aguantava el trespol, per la part del darrere hom si pot veure el que havia sigut la bassa i el cacau d'I m. de diàmetre per uns 8-10 m. de fondària.